# Riccardo Moncalvo
Riccardo Moncalvo (Torino, 25 gennaio 1915 – Torino, 3 aprile 2008) è stato un fotografo italiano.

## Biografia
Iniziò la sua attività nell'Atelier di Fotografia Artistica e Industriale aperto dal padre Carlo Emilio. Fin dal 1930 diventò socio della Società Fotografica Subalpina. Nel 1935 alla morte del padre, il quale era un grande difensore della lastra di vetro, decise di passare alla più comoda Leica e sul corpo macchina si fece montare un corpo girevole con tre obiettivi di diversa lunghezza focale a seconda delle necessità. Da allora in poi prese avvio un nuovo percorso di lavoro.
Dal 1932 partecipa alle principali competizioni nazionali e internazionali riportandone significativi riconoscimenti, con un curriculum che lo registra in attività fino al 2007. Negli anni tra le due guerre, sue immagini vengono pubblicate sulla rivista Luci ed Ombre, punto di riferimento della più avanzata ricerca fotografica in Italia: Moncalvo mette a fuoco in quegli anni con la sua ricerca un occhio nuovo che abbandona molto presto l’espressione romantica, per assestarsi sulla geometria essenziale del segno portata avanti dalle poetiche della Nuova Oggettività.
Nel secondo dopoguerra il suo laboratorio è tra i primi a realizzare in Italia stampe fotografiche professionali a colori, mentre prosegue con successo la partecipazione a concorsi in tutto il mondo: in statistica FIAF dal 1956 al 1968, vincitore della Photokina di Colonia nel 1956, gli viene concessa nel 1957 l’onorificenza di EFIAP per essersi prodigato per la causa dell’arte fotografica e per aver partecipato con successo a circa cinquecento concorsi nazionali e internazionali.
È stato il fotografo di fiducia degli architetti torinesi che ricorrevano a lui per le immagini frequentemente pubblicate sulla rivista Domus. Carlo Mollino, Gabetti e Isola, Domenico Morelli, Gino Levi Montalcini, Mario Passanti, Ada Bursi e Ettore Sottsass sono solo alcuni dei clienti i cui negativi figurano nel suo archivio professionale. Fu tra i primi a realizzare in Italia stampe fotografiche a colori professionali. Di questo e molto altro venne raccontato nella mostra allestita alla Galleria Zuma di Torino nel 2006 dal curatore Emanuele Catellani con una raccolta di immagini che spaziavano dal 1930 al 1950, oltre ad un book da sfogliare con foto più personali dell'autore che era presente in galleria.
Nel 2024 è stata realizzata una retrospettiva alla presenza di Denis Curti e Rocco Moliterni alla Galleria Fiaf di Torino.